# Friedrich Oskar Litzkendorf
Friedrich Oskar Litzkendorf (* 1821 in Chemnitz; † 28. Januar 1903 in Dresden) war ein deutscher Jurist und höherer sächsischer Staatsbeamter. Er war als Geheimer Rat, Amtshauptmann und Oberkonsistorialrat tätig.

## Leben und Wirken
Er war der Sohn des Kauf- und Handelsmannes Georg Christoph Litzkendorf und dessen Ehefrau Henriette geborene Eckardt. Nach Schulbesuch und Studium der Rechtswissenschaft an der Universität Leipzig schlug er eine Verwaltungslaufbahn ein und trat in den sächsischen Staatsdienst ein. Er war Gerichtsamtmann beim Gerichtsamt Löbau und wurde 1866 an das Gerichtsamt Chemnitz berufen. 
Von 1874 bis 1876 war Litzkendorf als Amtshauptmann in Annaberg im sächsischen Erzgebirge tätig. Später wurde ihm Titel und Rat eines Geheimen Rates verliehen und er war als Rat im Oberkonsistorium Dresden tätig.